# Strój łowicki

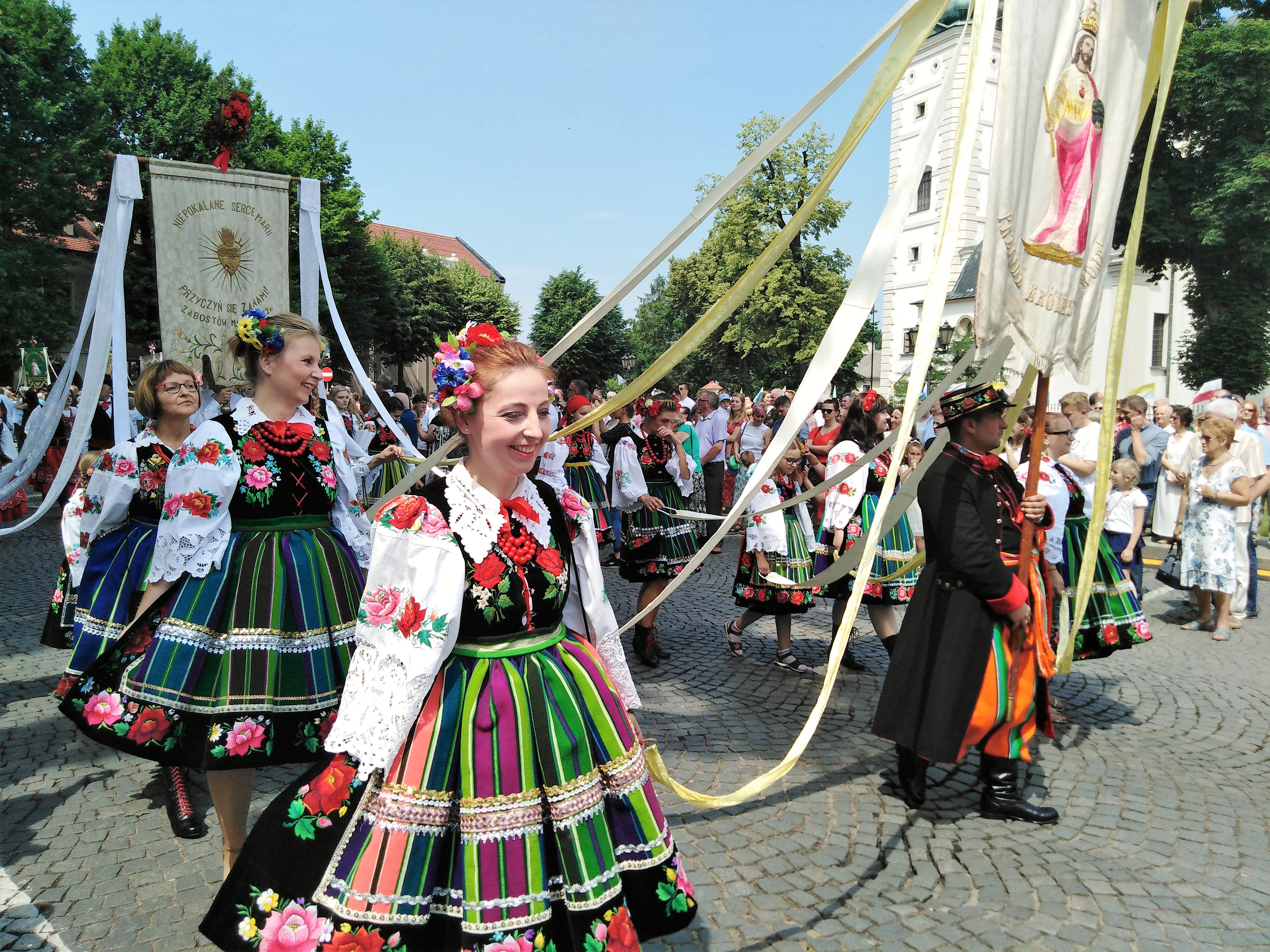
Uczestnicy procesji Bożego Ciała w Łowiczu w tradycyjnych strojach księżackich

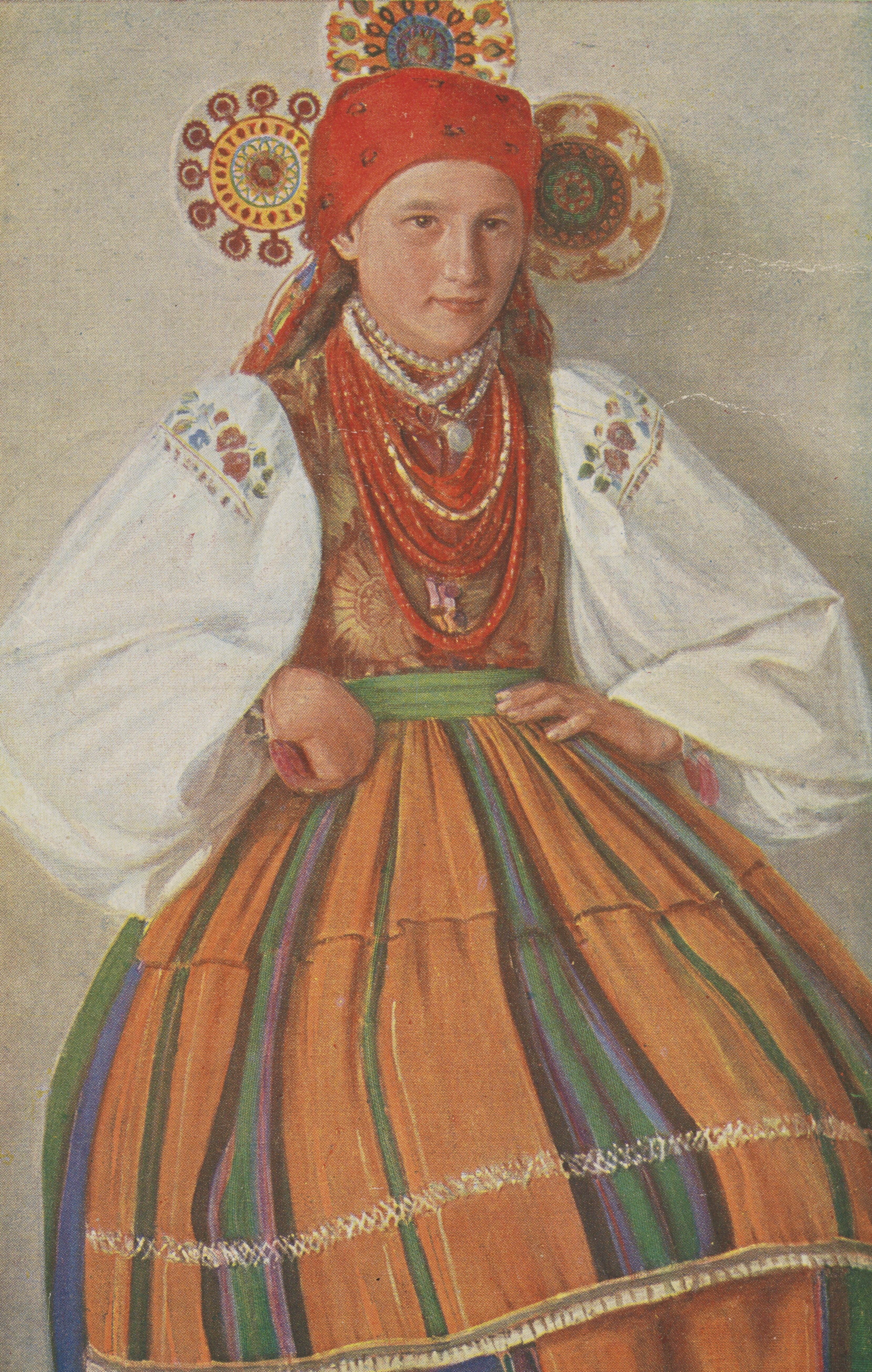
Łowiczanka, początek XX w.

Strój łowicki, zwany również strojem księżackim – tradycyjny ubiór Księżaków, polskiej grupy etnograficznej zamieszkującej księstwo łowickie w południowo-zachodniej części historycznego Mazowsza. Ubiór księżacki jest jednym z najbardziej efektownych i rozpoznawalnych polskich strojów ludowych; jest również określany jako jeden z ostatnich strojów żywych, tzn. nadal wytwarzanych przez lokalnych twórców ludowych i noszonych przez mieszkańców regionu w trakcie różnych uroczystości.

## Strój męski
W czasach Oskara Kolberga (lata 80. XIX w.) strój wyglądał nieco odmiennie niż współczesny. Męska sukmana, długa do kostek z białego sukna z wyłożonym kołnierzem, obszytym błękitną lub białą tasiemką i zapinanym na pętlicę, przepasana kolorowym wełnianym pasem. Bogatszy chłop nosił sukmanę z granatowego sukna z granatowym obszyciem, z brzegu rękawów czasami czerwony płatek lub spod spodu rękawa wystający kawałek czerwonej podszewki. Spodnie fałdziste białe, żółte lub różowe z cienkiego płótna, kapelusz wysoki, stożkowy, zgnieciony od przodu. Bogatsi chłopi nosili spodnie pomarańczowe (XIX/XX w.) z grubszego materiału w podłużne kolorowe prążki. Wcześniej, na początku XIX wieku tło spodni było ciemniejszej barwy, czerwonej. Czarny lejbik i spencer z czarnego sukna z chlapkami, obszyty taśmą, zapięty na mosiężne guziki. Początkowo nakrycie głowy stanowiła czapka „kapuzdra” oraz „siwe rogatki”. Dzisiaj pasiak używany na spodnie jest dużo jaśniejszy w kolorystyce. Uległy rozjaśnieniom barwy pasa służącego do przewiązywania sukman lub kaftanów. Weszły w użycie kurtki z rękawami lub krótsze czarne spencery bez rękawów, zdobione metalowymi guzikami i czarnym sznurkiem na krawędziach przy zapięciu i kieszeniach. Biała sukmana ma cienką ozdobę przy kołnierzu i na brzegach czerwonych wyłogów rękawów. W tym regionie noszono również ciemną, długa sukmanę. Czary kapelusz średnio wysoki, spłaszczony jest przykryty stroikiem z czerwieni szychu i sieczki szklanej. Obecnie pojawiły się również dodatki do stroju np. aksamitne zarękawki z wyszyciem i paciorkami oraz podobne grosiki.

## Strój kobiecy

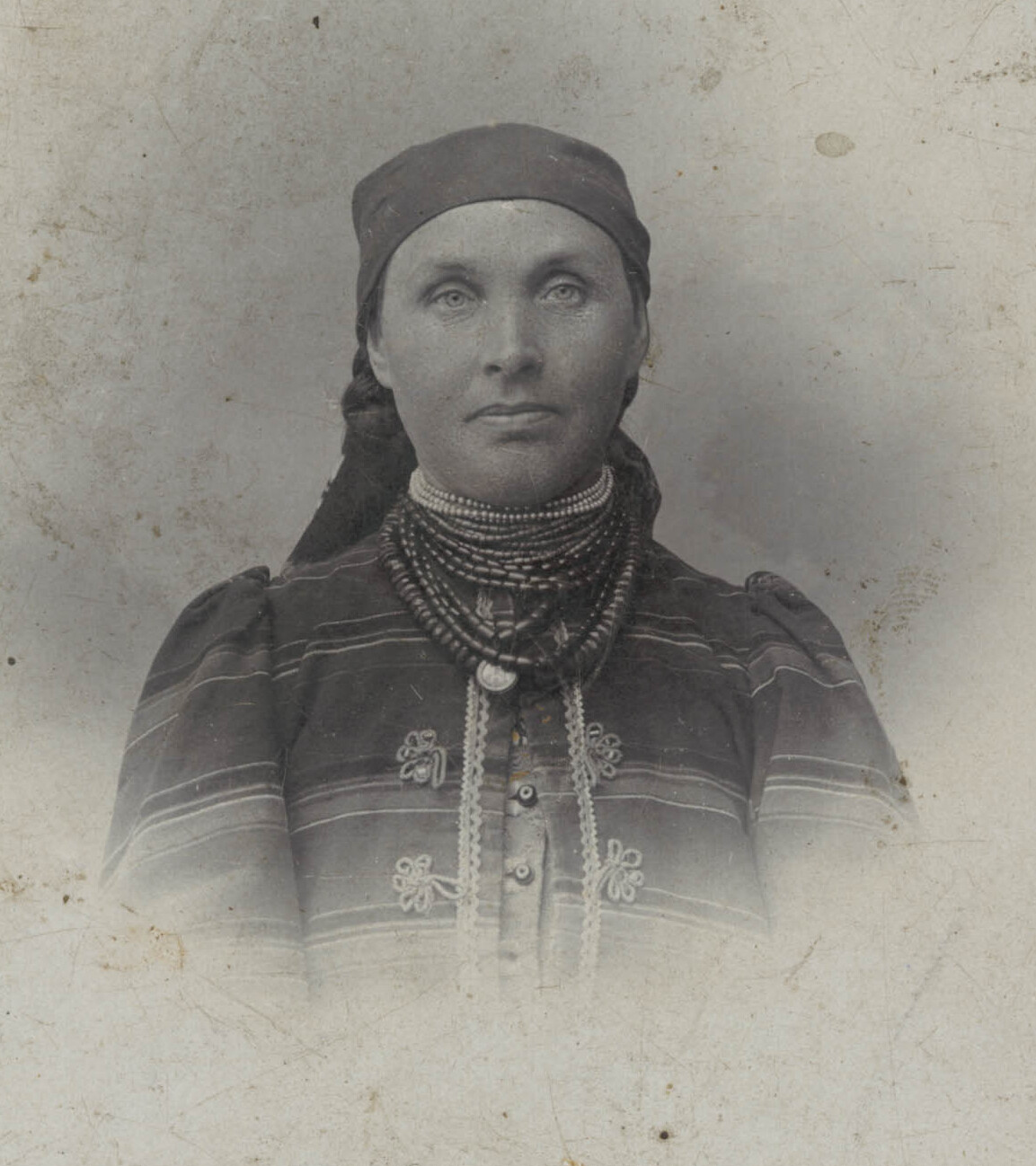
Kobieta w stroju łowickim, Łowicz, początek XX wieku

Starsze kobiety nosiły cienką, lnianą koszulę. Kiecki z wełny własnoręcznie tkanej w drobne czerwone wstążki, wełniany gorset zapinany na metalowe lub kościane guziki oraz fartuch do pasa o podobnych co kiecki prążkach oraz drugi dłuższy na ramionach. Na początku XX wieku zmieniała się kolorystyka tkanin, zanikały niektóre elementy odzieży, takie jak osobne spódnice i gorsety, były one zastępowane przez tzw. wełniaki – czyli połączenie gorsetu i spódnicy w jedną całość. Młode kobiety nosiły koszule (tzw. bielunkę), na nią wkładany był stanik z przyszytą do niego czerwona kiecką lub koloru „sannickiego”, tj. ciemnopomarańczowego, o szerokich pasach tła i kolorowych prążkach. Od święta noszono adamaszkowe lub atłasowe gorsety. Ozdobą stroju były korale bądź bursztyny. Na nogi zakładano trzewiki z cholewami, sznurowane czerwoną lub kolorową wełnianą tasiemką, wełniane pończochy własnej roboty, haftowane w kolorowe kwiatki. Kobiecy strój łowicki do połowy XIX wieku był utrzymany w czerwieni, z małym dodatkiem zielonych pasków pasiaka. Szerokość pasków była zmienna, przy czym czerwień pozostawała w szerokich polach, pomiędzy którymi lokowano skupienia pasków o innych barwach. Zieleń była podstawową barwą w sznurowanych gorsetach. Koszulę zdobiono dyskretnym barwnym stylizowanym haftem. Kobiety zamężne nosiły szerokie tiulowe czepce. W porze chłodniejszej okręcały je jak turbany wzorzystymi chustkami wełnianymi, tworząc czub nad czołem.

## Galeria

### XX wiek

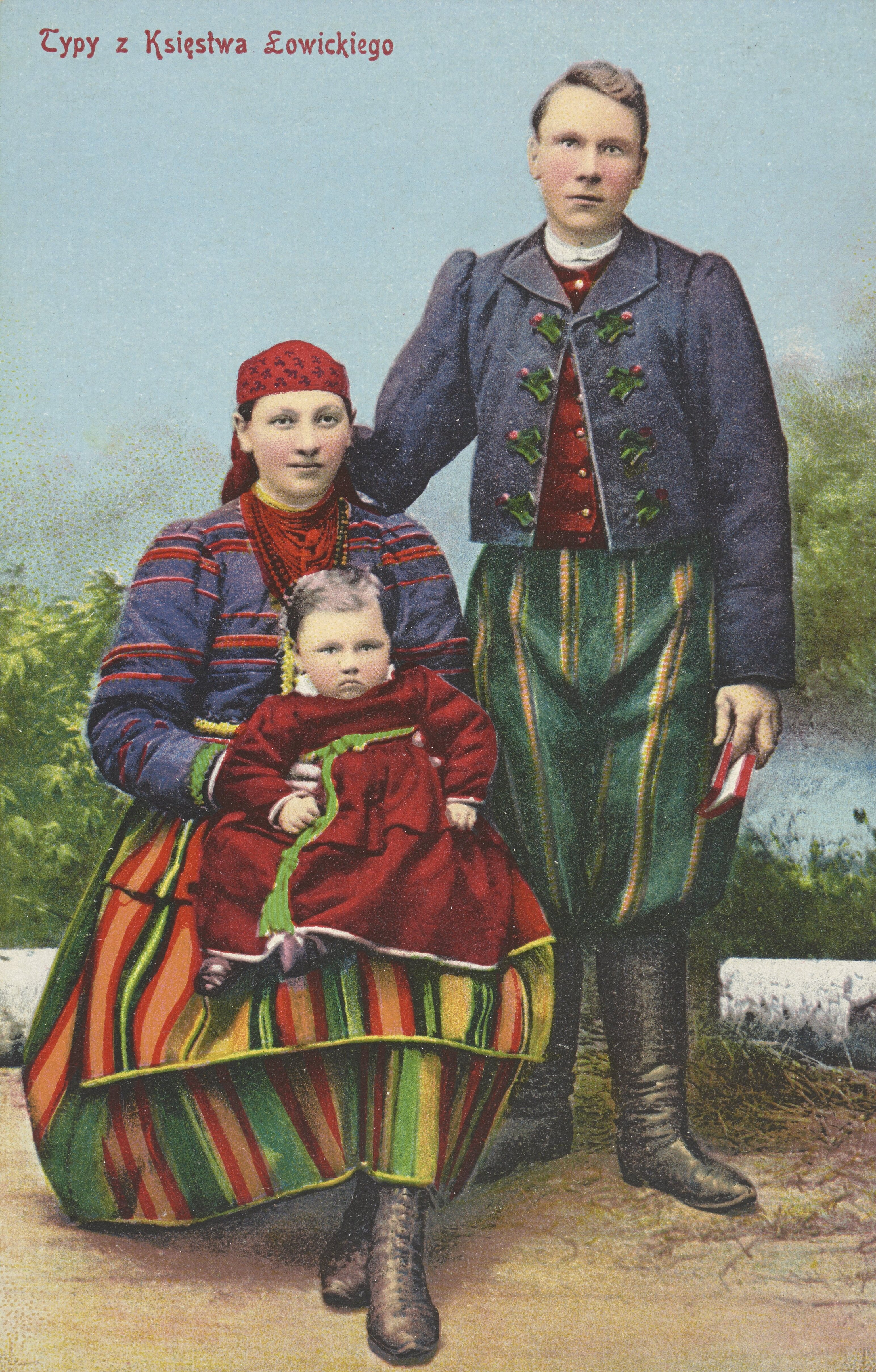
Typy z Księstwa Łowickiego, I poł. XX w. (niehistoryczne barwy)
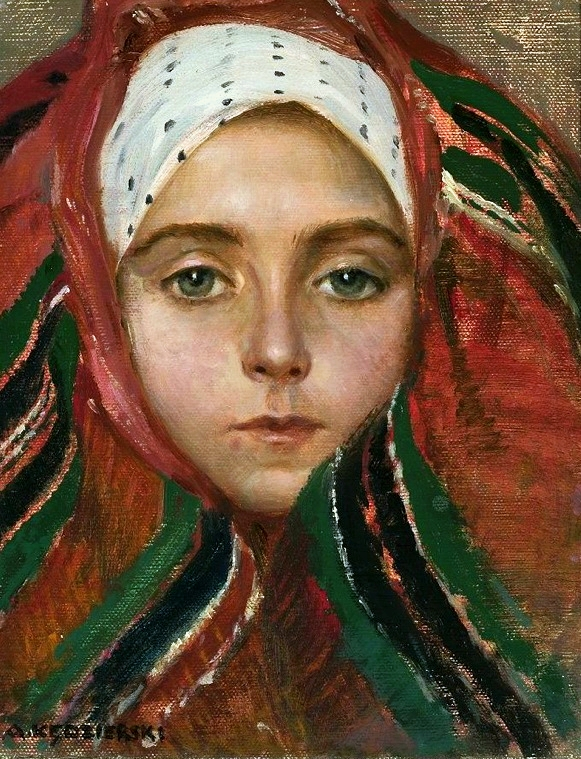
Głowa młodej łowiczanki – Apoloniusz Kędziarski, ok. 1910
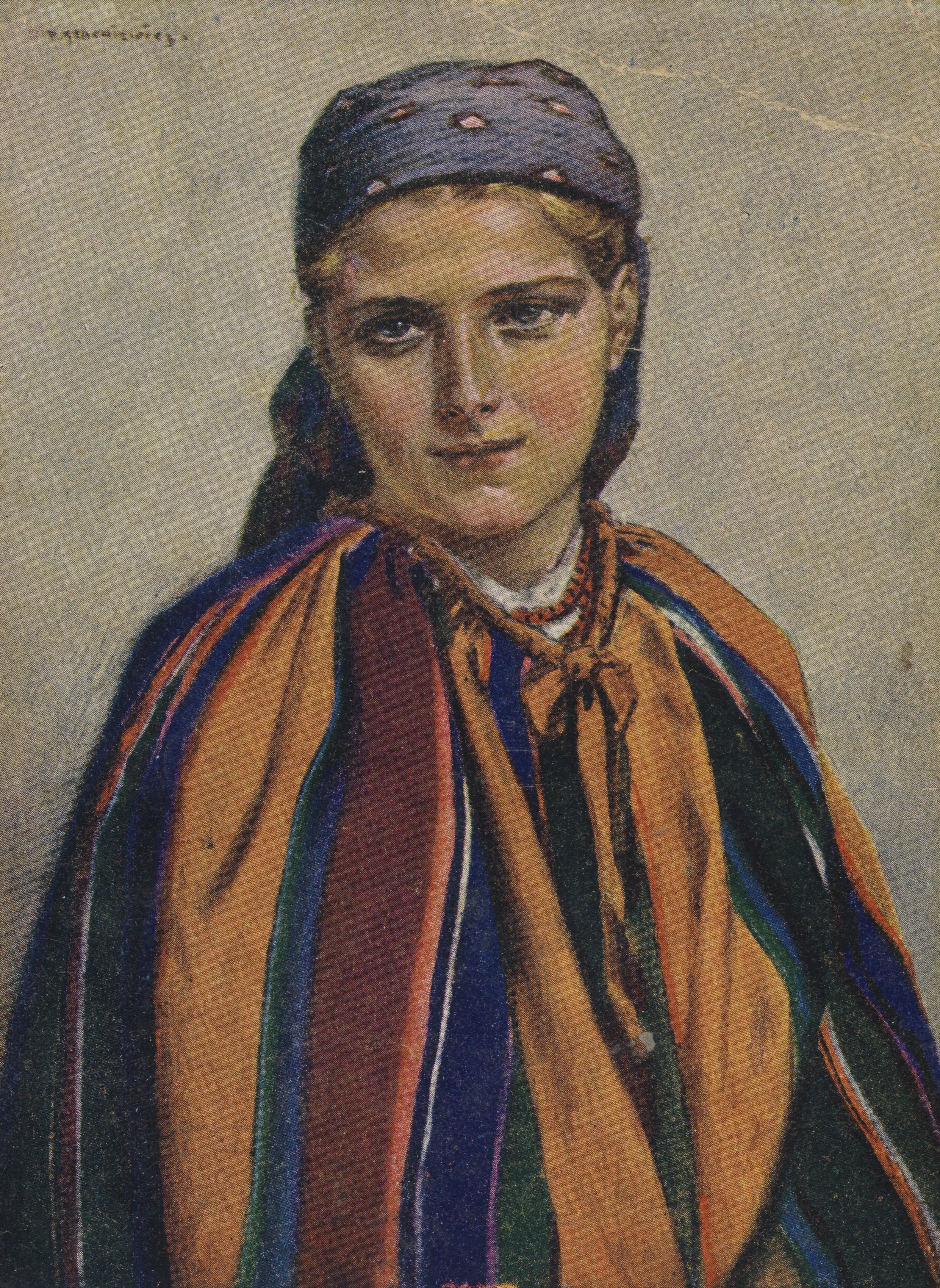
Jadzia-Łowiczanka – Piotr Stachiewicz, 1937
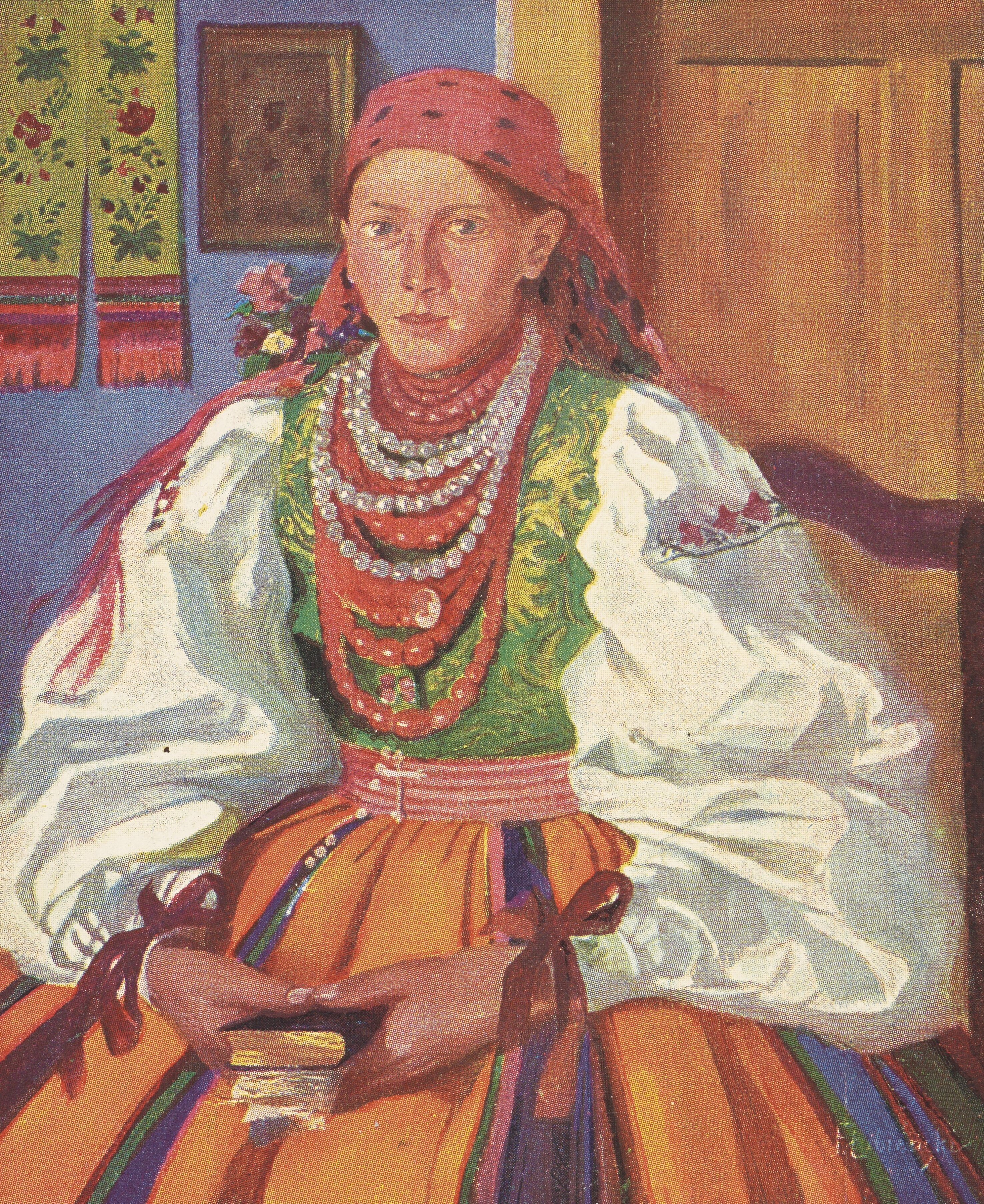
Łowiczanka, autor i data nieznane

### XXI wiek

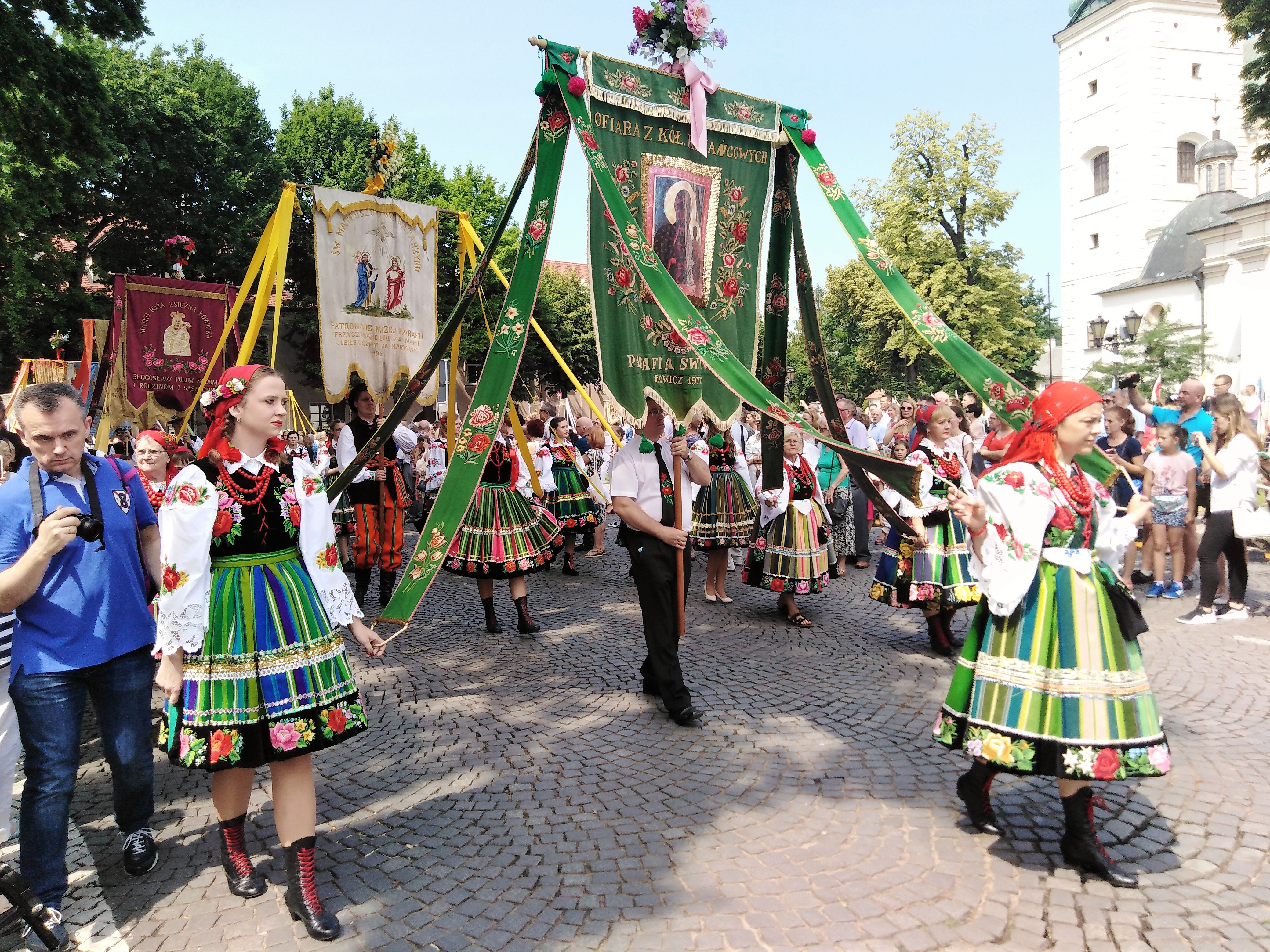
Procesja Bożego Ciała w Łowiczu
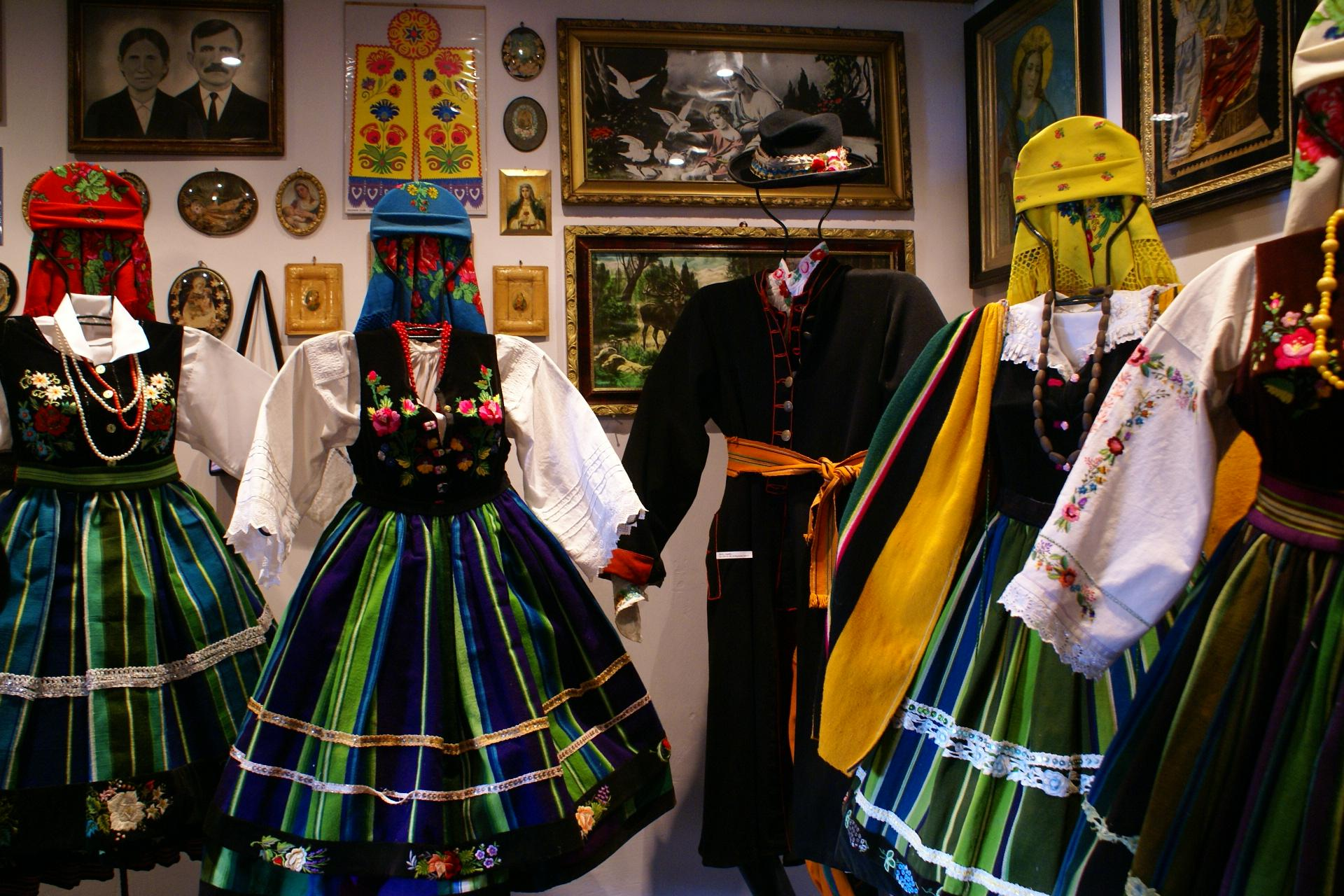
Stroje ze zbiorów Muzeum Regionalnego im. Władysława St. Reymonta w Lipcach Reymontowskich
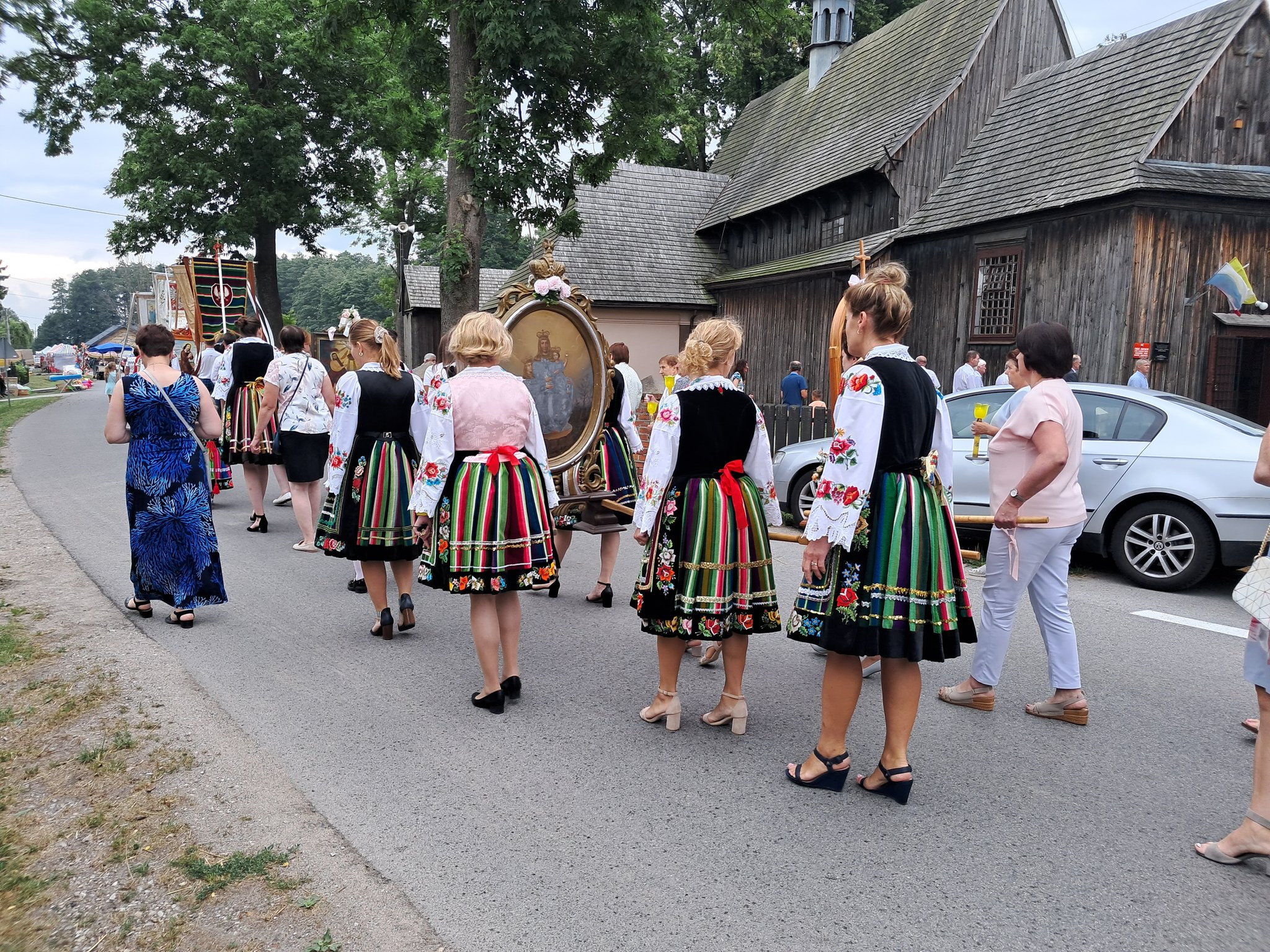
Procesja przed kościołem św. Małgorzaty w Janisławicach, gmina Głuchów
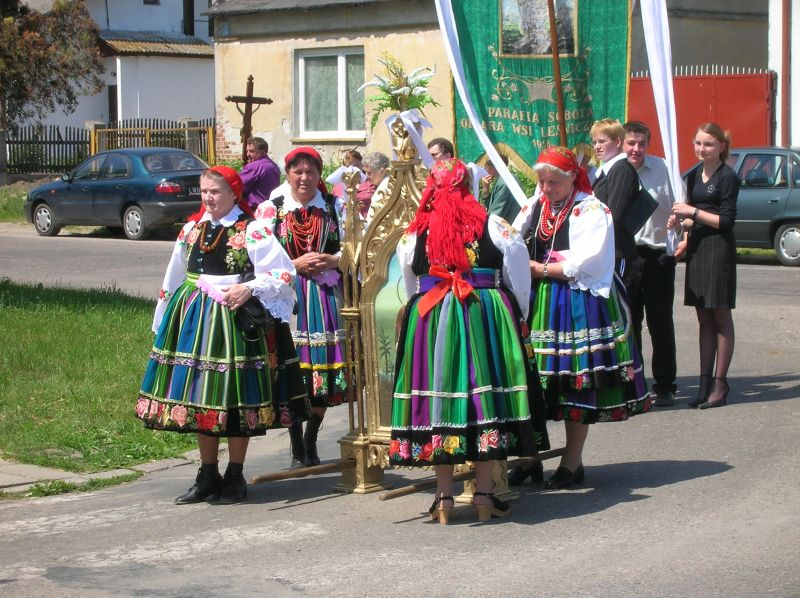
Procesja Bożego Ciała w Sobocie, gmina Bielawy